# Robert Larsen (DR-medarbejder)
 Der er flere personer med dette navn, se Robert Larsen.
Robert Felix Larsen (født 25. oktober 1902, død 1. januar 1980)[kilde mangler] var kendt fra radio og tv (Skjult kamera, Bytinget mv.) som "manden, der talte sort".